# Якуб Кубицький

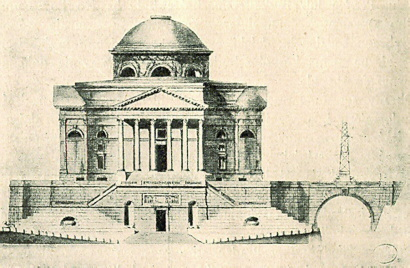
Проект храму Божого Провидіння для Варшави, 1792 р.

Я́куб Куби́цький (пол. Jakub Kubicki, 1758, Варшава — 13 червня 1833, Вілкув) — польський архітектор доби класицизму. Працював на зламі 18-19 ст.

## Життєпис
Народився у Варшаві. Точної дати народження не встановлено (відомий тільки рік). Закінчив єзуїтський коледж.
Вважається учнем польського архітектора Доменіко Мерліні. Короткий час півпрацював з архітектором Шимоном Богумілом Цугом (1733-1807).
У 1783 р. як посланець польського короля Станіслава Августа відбув на навчання в Італію разом зі своїм братом. Повернувсяв Польщу у 1786 р., де працював архітектором. На знак визнання у 1791 р. отримав дворянське звання. Після розділу Польщі обійняв посаду головного виконавчого офіцера з будівництва.
Був одружений з 1783 р. В шлюбі мав трьох дітей. Помер у родинному маєтку Вілкув. Низка проектів Кубицького з колекції Станіслава Августа зберігається в Петербурзькій академії мистецтв.

## Вибрані твори
- Палац у Бялашові (бл. 1797)
- палаци магнатів у Бейсце, Вітковіцах, Совінку, Плавовіцах, Самчиках
- Церква святого Климента в Надажині (1806). Схема фасаду близька до поданої Пьотром Айгнером у його «будівельному пораднику» з будівництва храмів, виданому 1825 року. Це дозволяє припускати, що авторство схеми Айгнерові не належало.[2]
- Реконструкція комплексу казарм на цитаделі у Варшаві в місцевості Жолібож (бл. 1818).[3]
- Цегляна аркада Кубицького, Королівський замок у Варшаві (1819-1821 рр.).
- Реконструкція замку в Радзейовіцах.
- Палац Бельведер у Варшаві (реконструкція, 1818-1922 рр.).
- Манеж в комплексі палацу Бельведер (1823-1824 рр.).
- Ратуша у Плоцьку (1827).
- Нова гауптвахта (1830).
- Єгипетська брама Тернопільського замку.
- Дім на вулиці Краківське передмістя, 11 у Варшаві. Розібраний 1933 року.[4]
- Проект костелу в Уяздові (дільниця Варшави). Обраний на конкурсі, оголошеному Станіславом Августом. Будівництво не було завершено.[5]

## Галерея творів

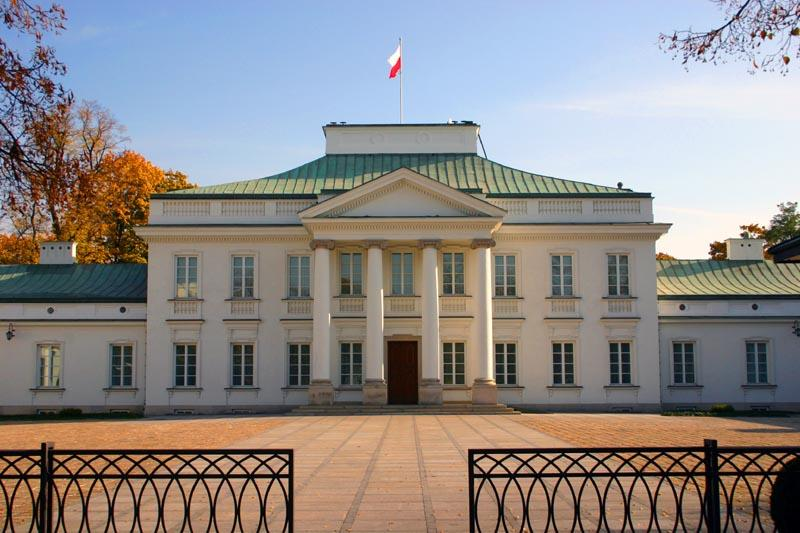
Палац Бельведер у Варшаві, головний фасад
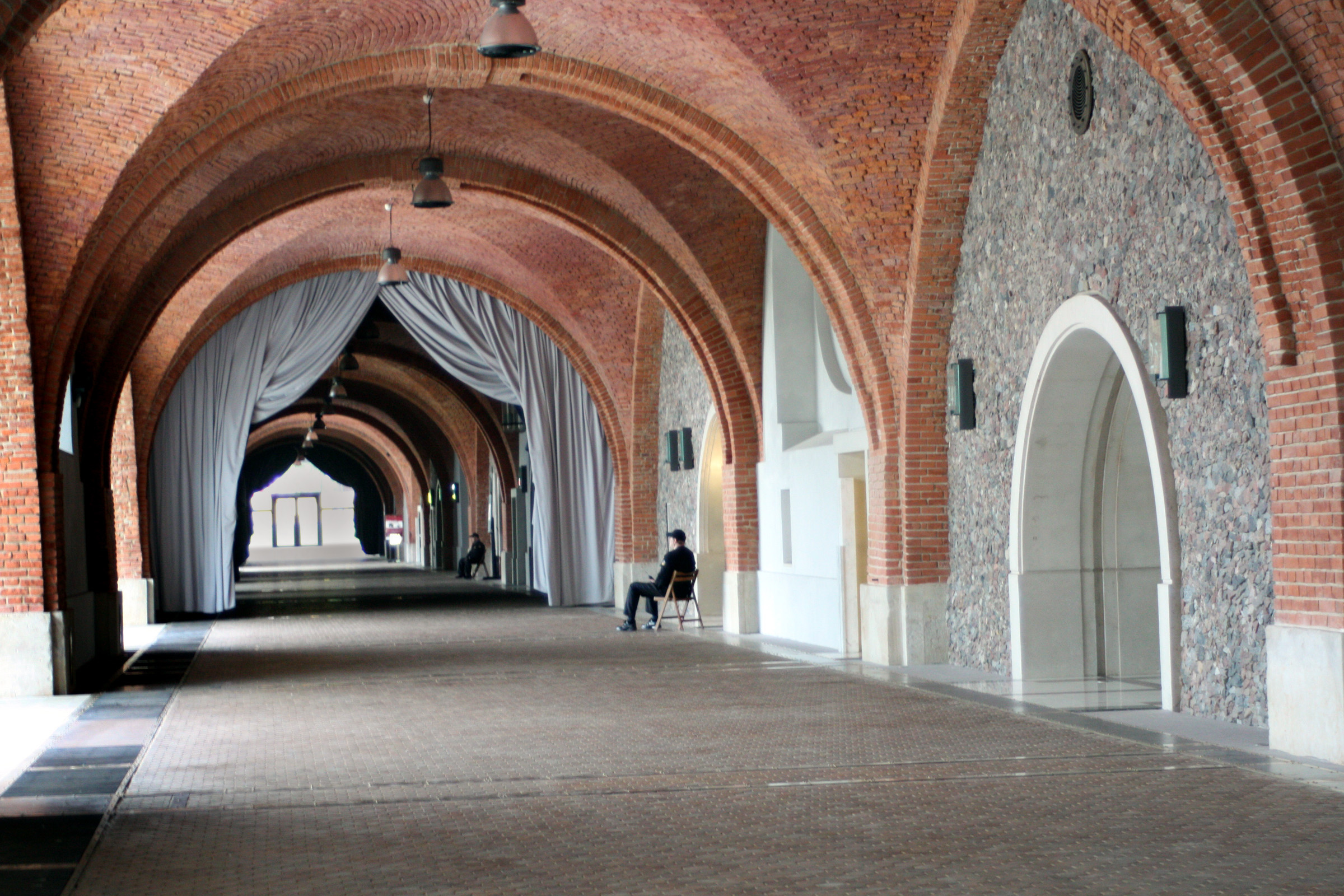
Цегляна аркада Кубицького, Королівський замок у Варшаві
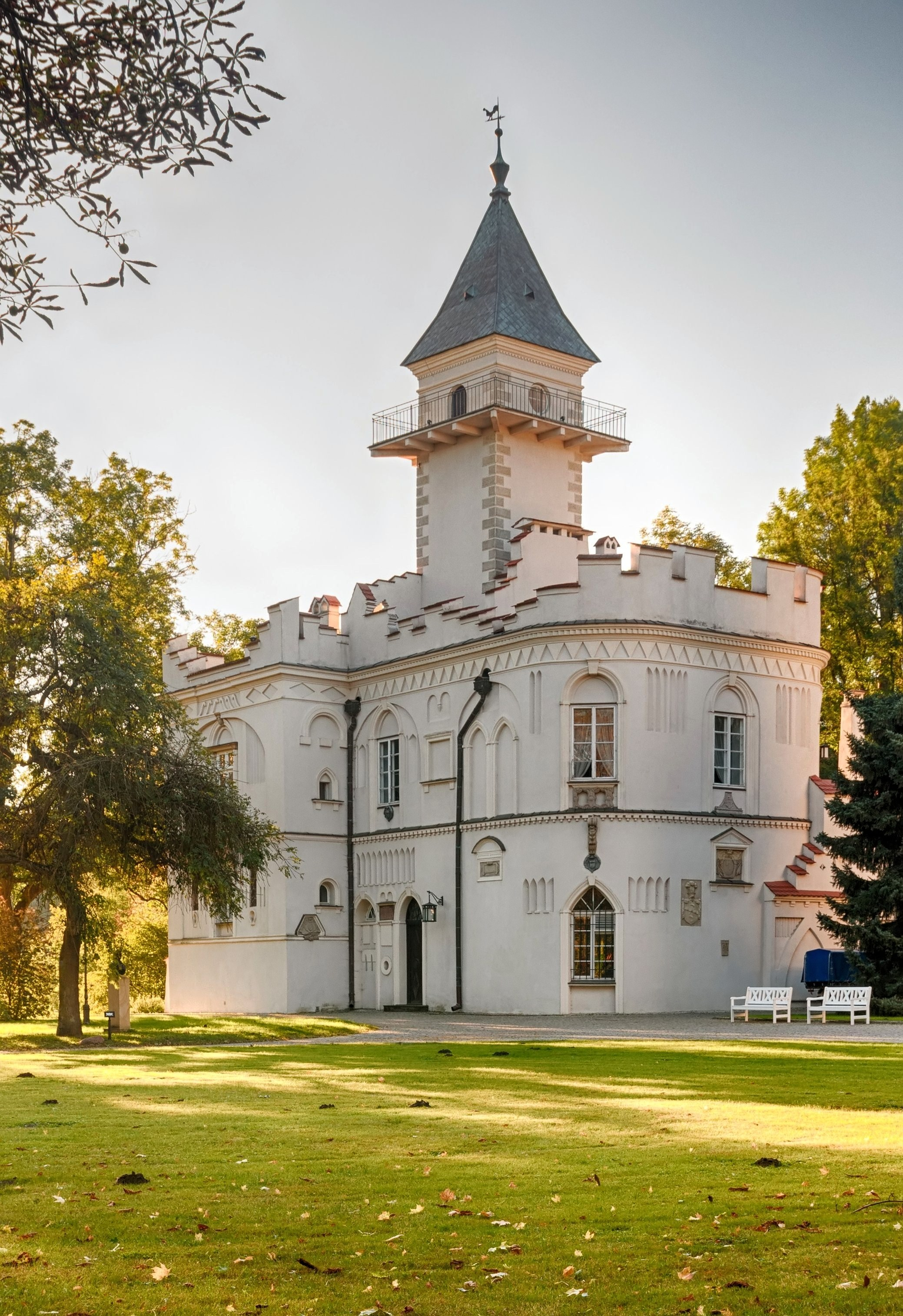
Реконструкція замку в Радзейовіце